# Тревіс Скотт (реп-виконавець)
Жак Берман Вебстер II (англ. Jacques Berman Webster II), знаніший як Тревіс Скотт (англ. Travis Scott — американський треп-виконавець і продюсер із Х'юстона, Техас.
У 2012 Скотт укладає подвійний контракт із звукозаписними компаніями Epic Records і GOOD Music. Навесні 2013 публікує дебютний мікстейп Owl Pharaoh, а восени наступного року Days Before Rodeo. Восени 2015 вийшов дебютний студійний альбом артиста — Rodeo, який згодом удостоївся платинової сертифікації RIAA. В альбомі взяли участь такі виконавці, як Kanye West, Justin Bieber, The Weeknd, Young Thug, Chief Keef і інші.
Восени 2016 Скотт опублікував другий студійний альбом Birds in the Trap Sing McKnight, який позитивно зустріли музичні критики. Альбом дебютував на вершині чарту Billboard 200, продавши 53 тисячі цифрових копій в перший тиждень продажів. Альбом включає гостьові куплети від таких виконавців, як André 3000, Kendrick Lamar, Кід Каді, Quavo та інших.
Влітку 2018 Тревіс опублікував свій довгоочікуваний третій студійний альбом під назвою Astroworld, пісні якого є результатом співробітництва Тревіса і Frank Ocean, Drake, Swae Lee, Juice WRLD, The Weeknd, 21 Savage, Quavo, Takeoff та ін.
Зустрічається із моделлю та світською левицею Кайлі Дженнер. 1 лютого 2018 року у пари народилася дочка.

## Ранні роки
Жак Вебстер народився 30 квітня 1991 року в місті Міссурі, передмісті Х'юстона. Скотт жив разом зі своєю бабусею, в той час як його мати працювала в Apple, а його батько займався власним бізнесом. Скотт відвідував заняття в Техаському університеті в Остіні і Техаському університеті в Сан-Антоніо.

## Музична кар'єра

### 2009—2012: Початок кар'єри
У віці 16 років Тревіс почав робити біти, згодом почавши співпрацю зі своїм давнім другом Ayko. 2009 року вони випустили свій перший міні-альбом на Myspace. 2010 року Тревіс утворив дует з репером Ayko, проголосивши себе The Classmates. The Classmates випустили два повноцінних проєкти: Buddy Rich і Cruis'n USA; Тревіс продюсував обидва проєкти. 2011 року після особистих розбіжностей і фінансових суперечок, дует The Classmates припиняє своє існування. Після закінчення коледжу, Скотт переїжджає з Х'юстона в Лос-Анджелес. У Каліфорнії Тревісу допомагав його друг Mike Waxx, який володів хіп-хоп порталом Illroots. Потім репер T.I. почув один з треків Тревіса — Lights (Love Sick), після чого подзвонив Скотту і попросив його приїхати до репера на студію. На студії T.I. написав куплет і наклав на вже готовий трек Тревіса Animal.

### 2012—2014:Owl PharaohіDays Before Rodeo
Дебютний мікстейп Скотта Owl Pharaoh спочатку повинен був вийти в середині 2012 року. З технічних причин мікстейп затримався, однак Тревіс запевнив, що проєкт вийде в світ наприкінці 2012 року. За допомогою Каньє Уеста, Майка Діна і декількох інших продюсерів, мікстейп був готовий. Але терміни виходу проєкту знову змінилися. На цей раз проблеми виникли з оформленням обкладинки. Потім Скотт випустив два сингли: Blocka La Flame і Quintana; другий сингл супроводжувався музичним відеокліпом. 27 березня 2013 року Тревіс ввійшов до щорічного списку найпримітніших реп-новачків року на думку журналу XXL. 29 березня після інтерв'ю британському діджею DJ Semtex, Тревіс представив фрагмент свого наступного синглу під назвою Upper Echelon, записаного спільно з реперами T.I. і 2 Chainz. 2 квітня 2013 року Скотт заявив, що його дебютний мікстейп Owl Pharaoh буде доступний на ITunes Store 21 травня 2013 року. Мікстейп вийшов безплатно.
13 березня 2014 року на щорічному фестивалі South by Southwest, Скотт спільно з Big Sean виконав новий трек, який, імовірно, повинен був називатися 1975 і вийти на першому студійному альбомі Скотта. Пізніше, репер спростував, що сингл має назву 1975, але підтвердив, що композиція ввійде в другий мікстейп — Days Before Rodeo. 5 травня 2014 року на офіційній сторінці репера на SoundCloud вийшла повна версія нового синглу, який отримав назву Don't Play, записана спільно з Big Sean і британською інді-рок групою The 1975. У твіттері Скотт анонсував свій перший тур The Rodeo, в якому також візьмуть участь репер Young Thug і продюсер Metro Boomin. The Rodeo Tour включав такі великі міста як Денвер, Х'юстон, Чикаго, Детройт, Нью-Йорк, Атланту, Філадельфію, Сан-Дієго, Лос-Анджелес, Сан-Франциско і Сіетл. Як запрошені гості в різних містах на підтримку Скотта виступали такі артисти як Kanye West, Chris Brown, Wale і Birdman. За божевільну манеру Тревіса проводити свої концерти, The Rodeo Tour прозвали одним з найбільш «диких реп турів в історії».

### 2015—2016: Rodeo і Birds in the Trap Sing McKnight
Перший студійний альбом Тревіса Скотта Rodeo вийшов 4 вересня 2015 року. В якості гостей на альбомі були присутні такі виконавці як Migos, Juicy J, Kanye West, The Weeknd, Rae Sremmurd, Chief Keef, Justin Bieber, Young Thug і Toro y Moi. Продюсерами альбому виступили Mike Dean, Kanye West, Metro Boomin, сам Тревіс і багато інших. Два сингли вийшли на підтримку альбому: 3500 за участю Future і 2 Chainz, і Antidote. Останній став його найуспішнішим синглом, що зайняв 16 місце в Billboard Hot 100. Rodeo отримав позитивні відгуки критиків, а також посів третю сходинку в Billboard 200 і першу в Billboard Top Rap Albums chart.
8 лютого 2016 року було оголошено, що Тревіс стане частиною WANGSQUAD, кампанії американського дизайнера Олександра Вана. В середині серпня Скотт анонсував, що незабаром вийде другий студійний альбом — Birds in the Trap Sing McKnight. У травневому інтерв'ю журналу Billboard, Тревіс пояснив назву альбому: «Мій наступний альбом „Birds in the Trap Sing McKnight“ переважно про всіх моїх друзів і тих, хто росте тут (в Міссурі), я не кажу, що це гетто, ми не живемо в чортових програмах, але ми знаходимося в соціальному капкані. Це соціальна пастка, яка не дозволяє нам виразити себе…». Після безлічі затримок альбому, в твіттері, продюсер проєкту Майк Дін заявив, що альбом вийде не в серпні, як це спочатку планувалося, а на початку вересня, тому що він ще не закінчив роботу над технічною стадією проєкту. Після виснажливих затримок альбому, 2 вересня, спеціально для Apple Music Тревіс опублікував свій другий студійний альбом Birds in the Trap Sing McKnight, в якому в якості гостей альбому з'явилися Kendrick Lamar, Кід Каді, Andre 3000 і багато інших. Альбом досяг першого рядка в хіт-параді Billboard 200. 12 вересня того ж року генеральний директор Universal Music Publishing Group, Джоді Жерсон, анонсував про підписання контракту з Скоттом. 5 грудня журнал Complex, підбиваючи підсумки року, опублікував список 50 Best Albums of 2016 («50 кращих альбомів 2016 року»), в якому помістив Birds in the Trap Sing McKnight на 5 місце, зазначивши, що помітно вплив Каньє на Тревіса, бо Уест єдиний, хто міг координувати стількома «кухарями на кухні» для забезпечення єдиної, цілісної і плавної послідовності звучання.

### 2017— теперішній час
27 січня вийшов другий студійний альбом хіп-хоп колективу Migos під назвою Culture, в якому Тревіс з'явився з гостьовим куплетом на треку «Kelly Price». У день виходу альбому, через інстаграм, він анонсував про запуск своєї нової лінії одягу за підтримки австралійського модного бренду Helmut Lang. Пізніше Скотта помітили над спільною роботою на студії разом з іншим хіп-хоп виконавцем Nav. З початку лютого по кінець червня артист перебував в гастрольному турі. 2 березня 2017 року Тревіс разом з Quavo і Lil Uzi Vert випустив музичний відеокліп на пісню «Go Off», яка стала однією з музичних тем до фільму «Форсаж 8». В інтерв'ю журналу Numero, Тревіс повідомив, що незабаром планує запустити свій власний лейбл з назвою Cactus Jack Records: «У мене немає наміру створювати лейбл, щоб контролювати свої фінанси. Перш за все я хочу допомогти іншим артистам, відкрити нові імена, дати їм шанс. Я хочу дати їм те, що свого часу дали мені, але зробити це ще краще». 5 березня Скотт опублікував назву свого нового туру, Birds Eye View. 3 квітня, спеціально для Apple Music, Тревіс опублікував музичний відеокліп на трек «Goosebumps», який також містить куплет від Кендріка Ламара. На початку липня аж до початку серпня Тревіс перебував в гастрольному турі Кендріка Ламара.
17 травня 2016 року Скотт заявив, що його третій студійний альбом вийде в 2017 році, і буде називатися Astroworld. Врешті-решт, його третій студійний альбом вийшов 3 серпня 2018 року: він містить в собі 17 треків, гостями котрих стали Frank Ocean, Drake, Swae Lee, Juice WRLD, The Weeknd, 21 Savage, Quavo, Takeoff та ін.
У 2019 році разом з Netflix було випущено автобіографічний фільм «Look Mom I Can Fly».
З 24 квітня по 26 квітня 2020 року Скотт зробив колоборацію з грою під назвою Fortnite, через пандемію у світі він зробив онлайн-концерт у цій грі. Він зібрав більше 12 млн гравців у добу, це був найбільший івент у грі. Скотт не тільки провів концерт, а також випустив нову пісню «The Scotts» разом з Кідом Каді цим самим оглосивши про спільний однойменний проєкт «The Scotts». Окрім всього цього Скотт з компанією Epic Games зробили два скіни Тревіса у грі Fortnite.
10 вересня 2020 року McDonalds разом з Тревісом зробили колаборацію, у яку входило меню «Travis Scott Meal» та на офіційному сайті виконавця можна було придбати мерч.
5 жовтня 2020 року в Інстаграмі Тревіс підтвердив назву свого четвертого альбому, який вийде у 2021 році — Utopia.
У п'ятницю ввечері на музичному фестивалі в Х'юстоні члени густо заповненого натовпу кинулися до сцени і були притиснуті один до одного. Щонайменше вісім людей загинули, ще сотні отримали поранення в результаті хаосу, повідомили свідки та чиновники.
Жертвам було 14, 16, двом — 21, двом — 23 і одному — 27 років, а вік однієї з жертв залишається невідомим, повідомив мер Х'юстона Сильвестр Тернер на прес-конференції в суботу ввечері. Зниклих безвісти немає, додав мер. Щонайменше 25 людей були доставлені до лікарні, з них 13 залишилися госпіталізованими в суботу вдень, сказав мер. П'ятеро з них молодше 18 років, додав він."Є багато запитань без відповіді", — сказав Тернер. «Протягом наступних кількох днів, кількох тижнів, може бути навіть довше, ми детально розглянемо все, що сталося, чому це сталося, які кроки ми можемо зробити, щоб пом'якшити подібний інцидент із відбувається.»

## Музичний стиль і вплив
Американський музичний журнал Spin схарактеризував дебютний мікстейп артиста, Owl Pharaoh, як подобу другого студійного альбому Кіда Каді Man on the Moon II: The Legend of Mr. Rager. Також Скотт назвав Каньє Уеста, Ліл Вейна, Bon Iver і Кіда Каді тими, хто найбільшою мірою вплинули на його творчість. Навесні 2013, в інтерв'ю TheDrop.fm, він заявив, що зазвичай записує свої треки в темряві.
Влітку 2013, в інтерв'ю MTV, Скотт заявив, що черпає натхнення з «якісної музики», на кшталт альбому Кендріка Ламара, good kid, m.A.A.d city, або мікстейпів Acid Rap чиказького хіп-хоп виконавця Chance the Rapper. У розмові про свою музичну кар'єру, Скотт повідомив: «Чувак, я не хіп-хоп. Можливо я MC або репер, але мій процес роботи завжди проходить по-різному». До того ж він зазначив вплив творчості Каньє Уеста, а саме альбому 808s & Heartbreak: «Я пропустив College Dropout і Late Registration, щоб відразу послухати 808s & Heartbreak» [четвертий студійний альбом Уеста, який сповнений рясного співу, автотюну і спотворених електронних бітів]. Також він назвав інді-фолк-колектив Bon Iver одним зі своїх улюблених гуртів: «Я там, де Джастін Вернон [де-факто лідер Bon Iver]. Я люблю цей тип музики, і я хочу, я міг би робити це постійно. Мені не подобаються будь-які категорії. Я артист, я продюсер, я режисер, — все це відбивається в моїй музиці».
Кід Каді є одним з найулюбленіших артистів Скотта; останній публічно заявляв, що готовий безкоштовно вирушити у спільний тур з Каді. Навесні 2015 Скотт розказав, що він ледве стримував свої емоції, коли вперше побачив Кіда Каді: «Одного разу він [Каді] несподівано з'явився на студії, де я і A-Trak працювали над новим матеріалом. Каді взяв мене з собою до себе в автомобіль, щоб покататися і показати мені його нові треки. Це був один з тих емоційних моментів, коли мені хотілося плакати».

## Дискографія

### Студійні альбоми
- Rodeo (2015)
- Birds in the Trap Sing McKnight (2016)
- Astroworld (2018)
- Jackboys (2019)
- UTOPIA (2023)

### Мікстейпи
- Cruis'n USA (2011)
- Owl Pharaoh[44] (2013)
- Days Before Rodeo[45] (2014)